# Бібліотека імені Юрія Гагаріна для дітей
Бібліотека імені Юрія Гагаріна для дітей — бібліотека для дітей в Деснянському районі міста Києва в мікрорайоні Лісовий масив. Заснована у 1971 році. Розташована за адресою — вулиця Ореста Левицького, 9/21. Назва на честь першого у світі космонавта, Героя Радянського Союзу, Юрія Гагаріна. Одна з трьох дитячих бібліотек району.
Площа приміщення становить 434,9 кв. метрів. У бібліотеці розташовані зали абонементів та читалень для учнів 1–4 та 5–9 класів, книгосховища, «Кімната казок» — для проведення різних творчих акцій та перегляду відеофільмів, «Інтернет клас». Наявна зона вай-фай.
Станом на початок 2018 року в бібліотеці зареєстровано 5500 користувачів.
У бібліотеці відбуваються різноманітні заходи для дітей, постійно працює гурток юних любителів природи "Капітошка".